# 福克斯电影公司
福克斯电影公司（Fox Film Corporation）是原来美国的一家电影公司，由威廉·福克斯创立于1915年2月1日。该公司的第一家工作室设立于新泽西州李堡，1917年进军好莱坞。大萧条爆发后，公司被人恶意收购，威廉·福克斯于1930年失去公司控制权。新总裁悉尼·肯特（Sidney Kent）在1935年将该公司与20世纪影业合并，形成20世纪福克斯。

## 事故
1937年20世纪福克斯的仓库发生大火，导致超过40,000卷底片和印刷品烧毁。虽然有些底片在其他地方有副本，但超过75%的福克斯1930年前制作的电影底片都永远地失去了。